# Lijst van rijksmonumenten in Hellendoorn (plaats)
De plaats Hellendoorn telt 20 inschrijvingen in het rijksmonumentenregister. Hieronder een overzicht.
| Object | Oorspronkelijke functie?  | Bouwjaar                                      | Architect | Locatie                   | Coördinaten?                  | Nr.?   | Afbeelding                      |
| --- | ------------------------- | --------------------------------------------- | --------- | ------------------------- | ----------------------------- | ------ | ------------------------------- |
| "De Voordam" | Woonhuis                  | 1849                                          |           | Bibenstraat 20, 22        | 52° 23' 26" NB, 6° 27' 8" OL  | 21391  | Meer afbeeldingen               |
| Dorpskerk, genaamd Sint-Sebastianus (ooit rooms-katholiek), van de Protestantse Gemeente Hellendoorn. | Kerk en kerkonderdeel     | romaans schip 12e eeuw, gotisch koor 15e eeuw |           | Dorpsstraat 39            | 52° 23' 20" NB, 6° 26' 54" OL | 21392  | Meer afbeeldingen               |
| Toren van drie geledingen met schilddak, alias 'Oalen Griezen' - dichteres Johanna van Buren vergeleek de toren, met zijn grijze leiendak, met een oude grijsaard: 'met oewen griezen kop'                                                            | Kerk en kerkonderdeel     | vermoedelijk 1442                             |           | Dorpsstraat bij 39        | 52° 23' 20" NB, 6° 26' 54" OL | 21393  | Meer afbeeldingen               |
| Verdiepingloos pand op rechthoekige grondslag onder omlopend schilddak met hoekschoorstenen. Lijstgevels en dakkapel met omlijsting. Achtruitsvensters met luiken behangen                                                                            | Woonhuis                  | 19e eeuw                                      |           | Dorpsstraat 53            | 52° 23' 23" NB, 6° 26' 50" OL | 21394  | Meer afbeeldingen               |
| Bouwhuis van de voormalige havezate Egede. Aan de weg een houten schuur met pannen schilddak | Bijgebouwen kastelen enz. | 1780                                          |           | Hancateweg-Oost 11,13     | 52° 26' 24" NB, 6° 27' 13" OL | 21395  | Meer afbeeldingen               |
| "Tichelhof". Rieten schilddak. Vensters met roedeverdeling en met luiken behangen. Achtergevel met onderschoer | Boerderij                 |                                               |           | Hancateweg-Oost 5         | 52° 26' 10" NB, 6° 26' 30" OL | 21396  | Meer afbeeldingen               |
| Museumboerderij erve "Hofman", boerderij onder fors rieten schilddak met uilenborden en met onderschoer. De vensters van de voorgevel met luiken behangen. Aan de rechterkant een dwars aangebouwd schuurgedeelte onder rieten schilddak.             | Boerderij                 |                                               |           | Reggeweg 1                | 52° 23' 14" NB, 6° 27' 9" OL  | 21398  | Meer afbeeldingen               |
| De Wippe | Industrie- en poldermolen | 1821                                          |           | Ommerweg, naast 15        | 52° 23' 36" NB, 6° 26' 53" OL | 21399  | Meer afbeeldingen               |
| Rietgedekte Sallandse keuterboerderij van het middenlangsdeeltype, met kleine onderschoer aan bedrijfszijde en wolfdak aan woonzijde | Boerderij                 | eind 18e eeuw                                 |           | Reefhuisweg 5             | 52° 26' 26" NB, 6° 26' 58" OL | 21400  | Meer afbeeldingen               |
| De Hoop | Industriemolen            | 1854                                          |           | Ninaberlaan 78            | 52° 23' 10" NB, 6° 27' 6" OL  | 21401  | Meer afbeeldingen               |
| "Holsener", boerderij onder rieten schilddak, onderschoer; rechts een uitbouw van het woongedeelte. Vensters met roedenverdeling, met luiken behangen; houten schuurtje onder een met riet en pannen gedekt schilddak en met ingang in de lange zijde | Boerderij                 | 18e/19e eeuw                                  |           | Schuilenburgerweg 46      | 52° 23' 59" NB, 6° 27' 42" OL | 21402  | Meer afbeeldingen               |
| "Bouwhuis", boerderij onder rieten schilddak. Schuurtje onder een met riet en pannen gedekt schilddak en een put | Boerderij                 | 1727                                          |           | Schuilenburgerweg 52 ,54  | 52° 24' 25" NB, 6° 28' 8" OL  | 21404  | Meer afbeeldingen               |
| Terrein waarin grafheuvel | Archeologisch monument    | Neolithicum en/of Bronstijd                   |           | Sprengenberg              | 52° 20' 40" NB, 6° 22' 59" OL | 45572  | Upload foto                     |
| Terrein waarin vijf grafheuvels | Archeologisch monument    | Neolithicum en/of Bronstijd                   |           | Sprengenberg, van Heekweg | 52° 20' 48" NB, 6° 22' 60" OL | 45573  | Terrein waarin vijf grafheuvels |
| Terrein waarin drie grafheuvels | Archeologisch monument    | Neolithicum en/of Bronstijd                   |           | Eelerbergweg (og)         | 52° 24' 31" NB, 6° 25' 32" OL | 45575  | Meer afbeeldingen               |
| Mooi gelegen keuterijcomplex, bestaande uit boerderij met middenlangsdeel, schuur, stookhok, put en gedeeltelijk met zwerfkeitjes bestraat erf | Boerderij                 | laatste helft 19e eeuw                        |           | Veldhuizenweg 5           | 52° 24' 51" NB, 6° 26' 19" OL | 46769  | Upload foto                     |
| De Eelerberg: landhuis | Kasteel, buitenplaats     | ca. 1865                                      |           | Eelerbergweg 1            | 52° 24' 44" NB, 6° 25' 15" OL | 512244 | Upload foto                     |
| De Eelerberg: tuinmanshuis | Bijgebouwen kastelen enz. | ca. 1898                                      |           | Eelerbergweg 3            | 52° 24' 46" NB, 6° 25' 13" OL | 512245 | Upload foto                     |
| De Eelerberg: koetshuis | Bijgebouwen kastelen enz. | ca. 1898                                      |           | Eelerbergweg bij 3        | 52° 24' 45" NB, 6° 25' 13" OL | 512246 | Upload foto                     |
| De Eelerberg: rentmeestershuis | Bijgebouwen kastelen enz. | ca. 1920                                      |           | Eelerbergweg 2            | 52° 24' 26" NB, 6° 25' 51" OL | 512247 | Meer afbeeldingen               |